# Lager Versen

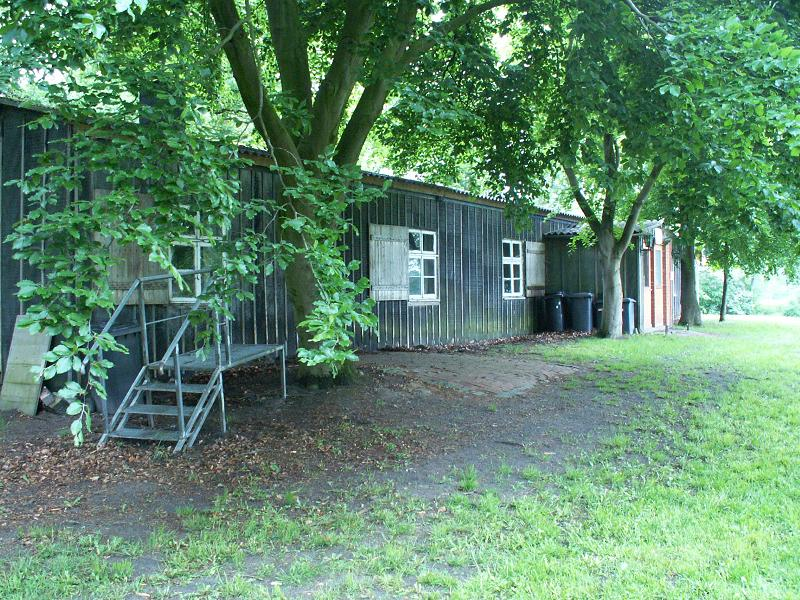
Ehemalige Kantine

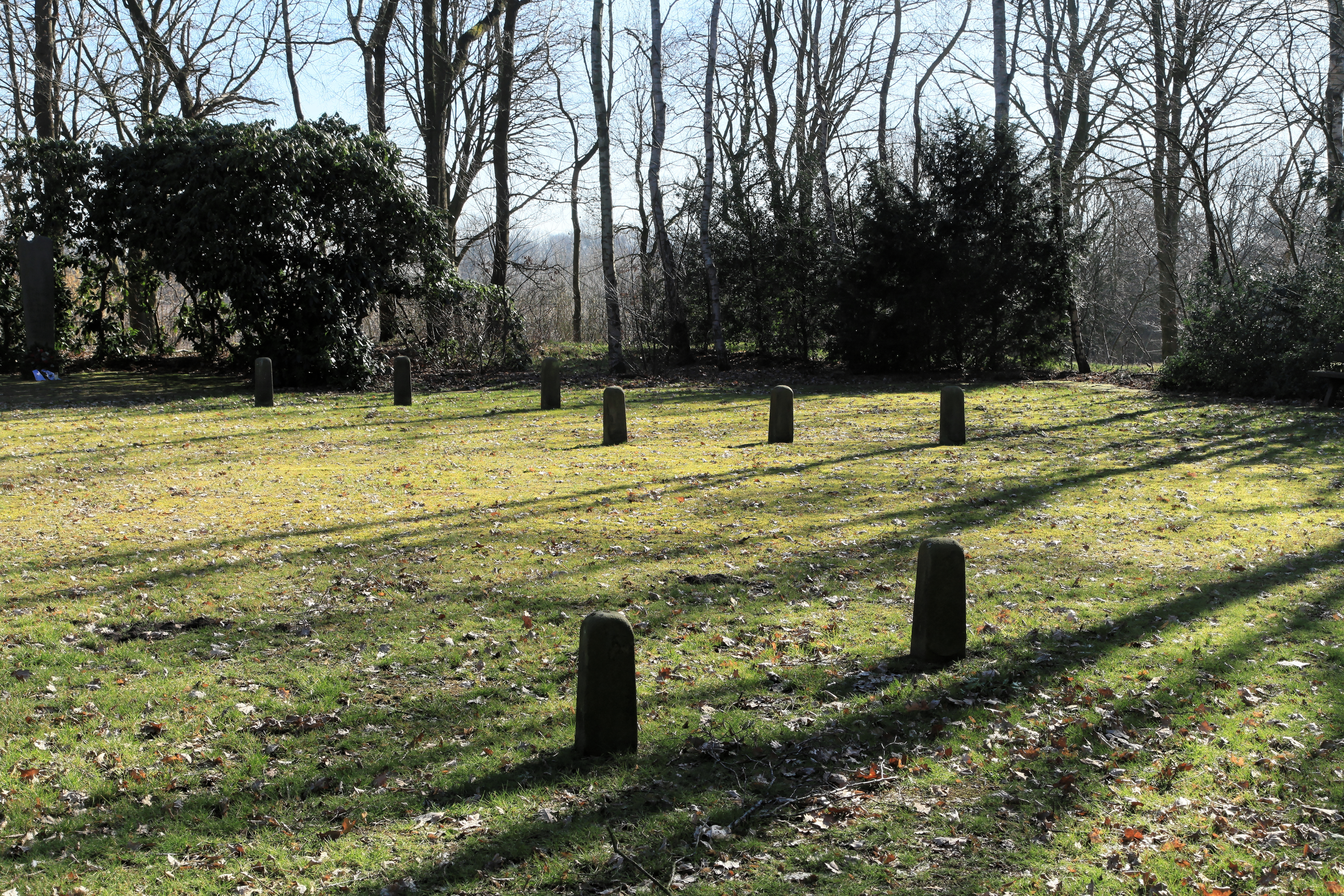
Lagerfriedhof

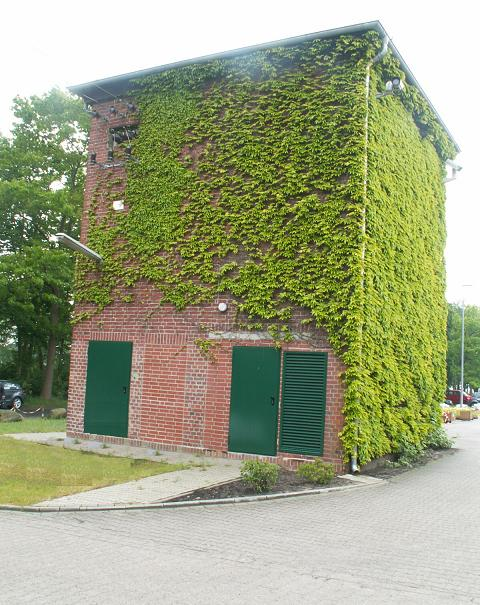
Frühere Trafo-Station des Lagers

Das Lager Versen beim Meppener Stadtteil Versen in Niedersachsen war ein Teil der Emslandlager.

## Geschichte
Das Lager wurde im Sommer 1938 für insgesamt 1500 Häftlinge errichtet. Im Mai 1939 wurden die ersten Strafgefangenen inhaftiert. Im Sommer 1939 waren es bereits etwa 900 Personen.
Zu Beginn des Zweiten Weltkrieges wurde es vom Oberkommando der Wehrmacht als Kriegsgefangenenlager übernommen und als Stalag VI B Neu Versen (Emslandlager IX) mit den Zweiglagern Stalag VI B/Z – Zweiglager / Oflag 6 WK VI Oberlangen (Emslandlager VI), Stalag VI B/Z – Zweiglager / Oflag 6/Z WK VI – Zweiglager Wesuwe (Emslandlager VIII), Stalag VI B/Z – Zweiglager Fullen (Emslandlager X) eingerichtet.
Seit November 1944 wurden Häftlinge aus dem Konzentrationslager Neuengamme in das Lager gebracht, bis März 1945 bildete es ein Außenkommando des Konzentrationslagers.
Zahlreiche Inhaftierte starben wegen unzureichender Ernährung, Kleidung und Unterbringung, bei hartem Arbeitseinsatz in Ziegeleien, Tongruben und Torfwerken.
Heute befindet sich im Bereich des früheren Lagers die Justizvollzugsanstalt Meppen.

## Kriegsgräberstätte Versen
Auf dem wahrscheinlich erst 1944 angelegten Friedhof ruhen 297 verstorbene Lagerinsassen aus den Jahren 1944 und 1945.
Ihre Namen und Nationalitäten stehen auf vier Steinplatten vor dem Eingang zur Gräberanlage. Weitere etwa 175 verscharrte Opfer überführte man nach einer Exhumierung 1953 in ihre Heimatländer. In der Folge wurden ein großes Kreuz und mehrere Denkmäler, die nach dem Krieg auf diesem Friedhof in deutscher, polnischer und niederländischer Sprache mit den Namen der Toten errichtet worden waren, entfernt.
1955 bettete man 71 unbekannte Tote der Konzentrationslager Börgermoor, Esterwegen und Neusustrum vom Friedhof Bockhorst/Esterwegen (heute Begräbnisstätte Esterwegen) hierher um.
Auf einer Bodenplatte vor dem Eingangsbereich wird an die dänischen Häftlinge, die im Emsland litten und starben, erinnert, daneben auf einer kleinen Tafel an die italienischen Militärinternierten.